# Serge Pauwels
Serge Pauwels és un ciclista belga nascut el 21 de novembre de 1983 a Edegem i forma part de l'equip Dimension Data.
Ha acabat quart en el Tour de l'Avenir de 2006, vuitè en el Gran Premi de Valònia, el 2006, dissetè i millor escalador del Tour Down Under, dotzè de la Ruta del Sud, divuitè de la Volta a Burgos, al 2007 i vuitè del Tour de Valònia, de 2008.
El 2017 va aconseguir la seva primera victòria com a professional, amb el triomf al Tour de Yorkshire.

## Palmarès
- 2017
- 1r al Tour de Yorkshire i vencedor d'una etapa

### Resultats a la Volta a Espanya
- 2012. 24è de la classificació general
- 2013. 31è de la classificació general
- 2017. No surt (12a etapa)

### Resultats al Tour de França
- 2010. 107è de la classificació general
- 2015. 13è de la classificació general
- 2016. 42è de la classificació general
- 2017. 19è de la classificació general
- 2018. No surt (16a etapa)
- 2019. 77è de la classificació general

### Resultats al Giro d'Itàlia
- 2009. 33è de la classificació general
- 2012. 47è de la classificació general
- 2013. 77è de la classificació general
- 2014. 31è de la classificació general